# Jazda na maksa
Jazda na maksa (tytuł oryginału: Going the Distance) – kanadyjski komediowy film fabularny z 2004 roku, fabułą nawiązujący m.in. do Eurotrip i Ostrej jazdy.

## Obsada
- Christopher Jacot – Nick
- Jason Priestley – Lenny Swackhammer
- Joanne Kelly – Sasha
- Shawn Roberts – Tyler
- Avril Lavigne – ona sama
- Mayko Nguyen – Jill
- Ryan Belleville – Dime
- Katheryn Winnick – Trish
- August Schellenberg – Emile
- Jackie Burroughs – matka Libby
- Andrew Airlie – Jerry
- Lynda Boyd – Toni
- Jay Brazeau – Store Clerk
- Andy Jones – Portly Customer
- Matt Frewer – Farmer Joseph

## Opis fabuły
Film ukazuje losy trójki kolegów – Nicka, Dimiego i Tylera – którzy jadą z Tofino do Toronto, aby wziąć udział w festiwalu muzycznych filmów video, a także, aby Nick oświadczył się swojej dziewczynie. Po drodze zabierają ze sobą dwie autostopowiczki Sashę i Jill. Podczas wyprawy Nick zakochuje się w Shashy i ostatecznie nie oświadcza się. Dowiadują się także, że jego rodzice najęli mężczyznę o imieniu Emil, aby powstrzymał go od zaręczyn.